# Línea 503 (Pilar)
La línea 503 pertenece al partido de Pilar, estuvo anteriormente operada por la Empresa de Transporte Sergio Rivas S.R.L. Desde 2020, es controlada por la Empresa de Transporte Tratado del Pilar S.R.L, que también maneja la línea 501. El servicio cuenta con SUBE.

## Recorridos LINEA 503 E.T.T.D.P. EX E.T.S.A.R.
- FÁBRICA MILITAR-TERMINAL
- SAN ALEJO-TERMINAL-ESTACION PILAR-PILARICA-MANZONE
- SAN ALEJO-HOSPITAL CENTRAL DE PILAR-TERMINAL-ESTACION PILAR-PILARICA-MANZONE
- TERMINAL-EST.PILAR-PILARICA-MANZONE